# Lance Voorjans
Lance Voorjans (* 26. Dezember 1990 in Maastricht) ist ein niederländischer Fußballspieler.

## Karriere
Der offensive Mittelfeldspieler begann seine Profikarriere 2008 beim Zweitligisten MVV Maastricht. In der Jupiler League kam er auf insgesamt 81 Spiele und acht Tore. Zur Saison 2013/14 wurde er von Trainer Eric van der Luer nach Deutschland geholt und wechselte zum Regionalligisten KFC Uerdingen 05.